# Скадовський районний історико-краєзнавчий музей
Скадо́вський райо́нний істо́рико-краєзна́вчий музе́й — районний краєзнавчий музей у місті Скадовську Херсонської області. Розташований на вулиці Покровської у історичному «будинку з колонами».

## Історія
Скадовський районний історико-краєзнавчий музей розташований в єдиному у місті будинку дореволюційної побудови, який називається «Будинком з колонами». Цей двоповерховий будиночок з античними колонами був побудований у 1910-х роках на замовлення професора Одеського технічного університету Меттельштейна. Розташовувався особняк на Приморському бульварі поруч з Маріїнським парком.
У радянські часи «Будинок з колонами» виконував функції спального корпуса будинку відпочинку «Скадовськ».
Сам музей засновано 1976 року і знаходився він по [вулиці Комунарів, 78. Засновником і першим директором музею став Володимир Тимошенко — перший літописець та історик міста Скадовська. Музейний фонд становив 10 тисяч експонатів. У його експозиції в основному було відображене історичне минуле міста і району, вона була присвячена подвигу скадовчан на фронтах Другої світової війни. У 1978 році музею присвоєно звання Народний музей.
У 1981 році Скадовський історико-краєзнавчий музей став центром методичної музейної роботи в районі. Рада музею розробила методичні листи і рекомендації щодо збирання експонатів, обладнання музеїв та музейних кімнат. Вийшов машинописний бюлетень «Пам'ять серця», в якому були надруковані спогади ветеранів Великої Вітчизняної війни. Бюлетень розсилався по школах району. У тому ж році, Скадовський народний музей допоміг в створенні краєзнавчих музеїв в сільських населених пунктах. За його допомогою в районі розпочали роботу 7 сільських музеїв.
Офіційне відкриття музею в історичному «будинку з колонами», переданому згідно з рішенням міської ради у 2009 році з приватної оренди, відбулося в травні 2010 року і було приурочене до 65-річниці Дня Перемоги.
Саме до Скадовського районного історико-краєзнавчого музею має бути передана унікальна колекція краєзнавця й археолога-аматора з села Хаток Олексія Пулінця, що зібрав понад півтори тисячі раритетів скіфської і кімерійської культур, датування яких починається з III–IV століть до н. е., що була конфіскована влітку 2010 року на користь держави.

## Графік роботи
З 10.00 до 17.00 (вівторок-субота), вихідні дні — неділя, понеділок

## Виноски
1. ↑  Стан розвитку сфери культури у Скадовському районі[недоступне посилання з липня 2019] на офіційному сайті Скадовського району Херсонської області]
2. ↑  У Скадовську відкрито історико-краєзнавчий музей[недоступне посилання] // повідомл. за 11 травня 2010 року на («Новий час». Суспільно-політичне online-видання Херсонщини) [Архівовано 2010-11-23 у Wayback Machine.]
3. ↑  Марініч Віктор Нариси про квітуче місто Скадовськ. Ч.3 Занурення у… історію [Архівовано 2012-06-07 у Wayback Machine.] // матеріал за 11 серпня 2010 року на www.h.ua («ХайВей», портал громадянської журналістики) [Архівовано 2010-06-17 у Wayback Machine.]
4. ↑  Кирпа Ірина Скарби у сільській хаті. Півтори тисячі дорогоцінних раритетів скіфської і кімерійської культур виявили правоохоронці вдома в археолога-самоучки // «Україна Молода» № 152 за 18 серпня 2010 року